# پروسینوویتسه
پروسینوویتسه (به لاتین: Prusinovice) یک منطقهٔ مسکونی در جمهوری چک است که در ناحیه کرومیریژ واقع شده‌است. پروسینوویتسه ۱۰٫۶۸ کیلومتر مربع مساحت و ۱٬۲۱۵ نفر جمعیت دارد و ۲۶۳ متر بالاتر از سطح دریا واقع شده‌است.